# Härads landskommun
Härads landskommun var en tidigare kommun i Södermanlands län.

## Administrativ historik
Kommunen bildades i Härads socken i Åkers härad i Södermanland när 1862 års kommunalförordningar trädde i kraft. 
Vid kommunreformen 1952 gick den upp i Vårfruberga landskommun. Området tillhör sedan 1971 Strängnäs kommun.

## Politik

### Mandatfördelning i Härads landskommun 1946
| 7 | 3 | 10 |

| 20 |